# Luigi Omodei (1657–1706)
Luigi Omodei (ur. 20 marca 1657 w Madrycie, zm. 18 sierpnia 1706 w Rzymie) – włoski kardynał.

## Życiorys
Urodził się 20 marca 1657 roku w Madrycie, jako syn Agostina Omodeia i Marii Pacheco y Cabrery. W 1686 roku przybył do Rzymu i został klerykiem Kamery Apostolskiej. 13 lutego 1590 roku został kreowany kardynałem diakonem i otrzymał diakonię Santa Maria in Portico. Otrzymał dyspensę z powodu nieposiadania żadnych święceń. Zmarł 18 sierpnia 1706 roku w Rzymie.